# Etzatlán
Etzatlán är en ort i Mexiko.   Den ligger i kommunen Etzatlán och delstaten Jalisco, i den centrala delen av landet, 500 km väster om huvudstaden Mexico City. Etzatlán ligger 1 401 meter över havet och antalet invånare är 13 183.
Terrängen runt Etzatlán är huvudsakligen kuperad, men åt nordost är den platt. Runt Etzatlán är det ganska glesbefolkat, med 48 invånare per kvadratkilometer. Närmaste större samhälle är Ahualulco de Mercado, 13,0 km sydost om Etzatlán. Omgivningarna runt Etzatlán är en mosaik av jordbruksmark och naturlig växtlighet.